# ورا زورینا
ورا زورینا (انگلیسی: Vera Zorina; ۲ ژانویهٔ ۱۹۱۷ – ۹ آوریل ۲۰۰۳) هنرپیشه، طراح رقص و بالرین اهل نروژ بود.
از فیلم‌ها یا برنامه‌های تلویزیونی که وی در آن نقش داشته‌است می‌توان به گلدوین فولیز و خرید لوئیزیانا اشاره کرد.